# Sikorsky Raider X
Le Sikorsky Raider X (RAIDER X) est un concept d’hélicoptère composite composé de deux rotors coaxiaux et d’une hélice propulsive unique, conçu par la division Sikorsky Aircraft de Lockheed Martin pour le programme Future Attack Reconnaissance Aircraft (FARA) de l’United States Army.
Le concept Raider X a été annoncé en octobre 2019. En mars 2020, l’armée de terre des États-Unis a sélectionné le Raider X et le Bell 360 Invictus parmi les cinq candidats. Les concepts Raider X et 360 Invictus seront construits comme des prototypes volants pour une compétition prévue pour 2023. Mais le 8 février 2024, le programme FARA est abandonné.

## Développement
Des contrats ont été attribués en avril 2019 pour élaborer des concepts candidats pour le programme FARA ; cinq équipes différentes ont été sélectionnées, dont Sikorsky qui assemble le prototype au Sikorsky Development Flight Center à West Palm Beach, en Floride.
Sikorsky a présenté le concept candidat Raider X à l’assemblée annuelle de l’Association of the United States Army le 14 octobre 2019. Le concept du Raider X était dérivé du précédent Sikorsky S-97 Raider, qui avait été développé pour le programme de reconnaissance aérienne armée de l’Armée de terre ; le S-97 était lui issu du prototype d’hélicoptère composite Sikorsky X2. Un dérivé plus grand, le Sikorsky-Boeing SB-1 Defiant a également été conçu à partir du X2 dans le cadre du programme Future Vertical Lift de l’Armée de terre pour créer un giravion polyvalent interarmées ; le SB-1 est un candidat pour le programme Future Long Range Assault Aircraft. Les conceptions des hélicoptères composites de Sikorsky sont tous composées d'un rotor coaxial fixe et d'une hélice propulsive que Sikorsky a collectivement nommés « X2 Technology ».
Le 25 mars 2020, l’US Army a sélectionné le Raider X et le Bell 360 Invictus afin de procéder à une éventuelle compétition ; des prototypes volants de chaque candidat seront construits puis mèneront des essais en vol en 2022 pour une mise en compétition lors de vols au plus tard à l’automne 2023,.  Sikorsky avait déjà commencé la construction de son prototype du Raider X en février 2020.
Le premier vol était prévu, en date d'octobre 2023, fin 2024, mais la décision du gouvernement américain de stopper le programme début février 2024, semble à cette date annoncer la fin de son développement hors éventuellement achèvement du prototype. Celui ci n'est pas d'actualité en mars 2025.